# Daxinzhuang (köpinghuvudort i Kina, Shanxi Sheng, lat 36,23, long 113,08)
Daxinzhuang är en köpinghuvudort i Kina. Den ligger i provinsen Shanxi, i den norra delen av landet, omkring 190 kilometer söder om provinshuvudstaden Taiyuan. Antalet invånare är 30 039. Befolkningen består av 14 953 kvinnor och 15 086 män. Barn under 15 år utgör 17,0 %, vuxna 15-64 år 76 %, och äldre över 65 år 5,0 %.
Runt Daxinzhuang är det tätbefolkat, med 427 invånare per kvadratkilometer. Närmaste större samhälle är Changzhi, 5,8 km söder om Daxinzhuang. Runt Daxinzhuang är det i huvudsak tätbebyggt.
Genomsnittlig årsnederbörd är 707 millimeter. Den regnigaste månaden är juli, med i genomsnitt 229 mm nederbörd, och den torraste är december, med 5 mm nederbörd.